# (3462) Zhouguangzhao
(3462) Zhouguangzhao est un astéroïde de la ceinture principale.

## Description
(3462) Zhouguangzhao est un astéroïde de la ceinture principale. Il fut découvert le 25 octobre 1981 à Nanking par l'observatoire de la Montagne Pourpre. Il présente une orbite caractérisée par un demi-grand axe de 2,45 UA, une excentricité de 0,21 et une inclinaison de 5,8° par rapport à l'écliptique.

## Compléments